# Бетц, Полин
Поли́н-Мэй Бетц-Э́дди (англ. Pauline May Betz Addie; 6 августа 1919, Дейтон, Огайо — 31 мая 2011, Потомак, Мэриленд) — американская теннисистка, неофициальная первая ракетка мира 1946 года.
- Четырёхкратная чемпионка США и победительница Уимблдонского турнира 1946 года в одиночном разряде
- Чемпионка Франции 1946 года в смешанном парном разряде
- Член Национального (позже Международного) зала теннисной славы с 1965 года

## Биография

### Юность и любительская карьера
Полин Бетц родилась в Дейтоне (Огайо) в 1919 году и выросла в Лос-Анджелесе. В девять лет она впервые взяла в руки теннисную ракетку, выменянную на отцовскую коллекцию курительных трубок. Её первой учительницей тенниса стала мать, преподававшая в школе физкультуру, а первым постоянным партнёром — брат Джек, с которым они играли в теннис на соседском газоне. В 14 лет мать отвезла её на первый в её жизни турнир, а на втором Полин уже дошла до финала. В 1939 году, в возрасте 19 лет, она, никому тогда не известная, выиграла чемпионат США на крытых кортах и впервые вошла по итогам сезона в число десяти сильнейших теннисисток страны согласно рейтингу Ассоциации лаун-тенниса США.
Выступая в статусе любительницы, Полин не получала денег за выступления и продолжала работать в местном кафе. На одном из турниров в следующем году на неё обратил внимание тренер Роллинз-колледжа (Флорида) и предложил ей стипендию на учёбу. Осенью 1940 года Бетц начала учёбу на факультете экономики, одновременно продолжая выступать в турнирах. Начиная с 1941 года она шесть раз подряд выходила в финал чемпионата США в одиночном разряде и четырежды становилась победительницей, в том числе три раза подряд, с 1942 по 1944 год. Неудача в 1945 году была связана с тем, что в этот год Бетц, начавшая работать брокером на полную ставку, была на грани физического истощения. Вернуться в форму ей помогла миллионерша Барбара Хаттон, с которой они подружились, когда Полин начала регулярно побеждать на крупных турнирах, но она не успела это сделать к чемпионату и проиграла Саре Палфри-Кук, вернувшейся на корт ради участия в нём. Помимо главного национального турнира, Бетц в эти годы ещё дважды выиграла чемпионат США в помещениях и дважды — чемпионат США на грунтовых кортах. В 1941 и 1943 годах она становилась абсолютной чемпионкой США в помещениях — результат, который только через четверть века сумела повторить Билли-Джин Кинг, абсолютная чемпионка 1966 и 1968 годов. В 1943 году Бетц стала победительницей всех трёх чемпионатов США (на траве, на грунте и в помещениях) в одиночном разряде.
В 1946 году, после окончания Второй мировой войны, американские теннисисты впервые за семь лет смогли принять участие в европейских турнирах Большого шлема. Бетц, впервые участвовавшая в Уимблдонском турнире, не отдала соперницам ни одного сета, одержав уверенную победу. После этого она дошла до финала на чемпионате Франции в одиночном разряде и победила в смешанных парах, где её партнёром был Бадж Патти, а затем выиграла свой четвёртый титул чемпионки США. В довершение всего она выиграла со сборной США первый послевоенный Кубок Уайтмен, победив соперниц из Великобритании и в одиночной, и в парной встрече. По итогам сезона она была неофициально признана первой ракеткой мира среди женщин, а её портрет украсил обложку журнала «Time».

### Профессиональная карьера
Добившись всех этих успехов, Бетц начала задумываться о том, чтобы зарабатывать деньги своей игрой. Она начала переписываться с Сарой Палфри и её мужем, планировавшим профессиональное турне для жены. Для Ассоциации лаун-тенниса Соединённых Штатов, строго следившей за соблюдением любительского статуса своих членов, одного факта этой переписки и планов перехода в профессионалы оказалось достаточно, чтобы дисквалифицировать Бетц. Сообщение об отстранении от дальнейших любительских соревнований она получила во время выступления на турнире в Монте-Карло весной 1947 года. В ответ она согласилась на участие в профессиональном турне вместе с Сарой Палфри, которую в его ходе безжалостно разгромила.
По окончании турне Бетц начала работать теннисным тренером в «Racket Club» в Палм-Спрингс, где собирались многие из голливудских знаменитостей. Она встречалась со Спенсером Трейси и Джеком Демпси, но в итоге в 1949 году вышла замуж за журналиста «Washington Times-Herald» Боба Эдди. В 1950 году она приняла предложение экс-чемпиона Уимблдона и США, антрепренёра профессиональных теннисных турне Бобби Риггса, пригласившего её участвовать в таком турне в качестве соперницы популярной теннисистки Гасси Моран. Помимо них, в турне участвовали бывший партнёр Полин по Коллинз-колледжу Джек Креймер и Панчо Сегура. Позднее Креймер в своей автобиографии вспоминал, что соотношение сил и у мужчин, и особенно у женщин было неравным, и хотя Моран была гвоздём программы турне, по классу игры она заметно уступала Бетц-Эдди, так что Риггсу пришлось уговаривать Полин поддаваться, чтобы поддержать интерес публики. В итоге оказалось, что наиболее интересными для зрителей были матчи смешанных пар, где разница в классе не так ощущалась.
После того, как турне с Гасси Моран закончилось, Бетц-Эдди вернулась к тренерской работе. Она сменила несколько клубов, прежде чем в 1955 году получить место в Эджмурском клубе (Бетесда, штат Мэриленд). Там среди её учеников был будущий капитан сборной США в Кубке Дэвиса и член Международного зала теннисной славы Дональд Делл, но в основном ей нравилось работать с начинающими игроками. Она также выступала в турнирах среди профессионалов вплоть до 1960 года. За это время она завоевала семь чемпионских титулов, а в 1959 году, на пятом месяце беременности и уже будучи матерью четырёх детей, победила намного более молодую Алтею Гибсон, в течение двух предыдущих лет бывшую первой ракеткой мира среди теннисисток-любительниц. Через год Гибсон взяла у сорокалетней Бетц-Эдди реванш в изнурительном поединке, продолжавшемся два с половиной часа.
После восьми лет работы в Эджмурском клубе Бетц-Эдди перешла на место тренера в одной из старших школ Вашингтона, где организовала один из первых в стране теннисных лагерей. Позже она открыла свой собственный теннисный клуб. В 1965 году её имя было занесено в списки Национального (позже — Международного) зала теннисной славы.

### Дальнейшая жизнь
Полин Бетц-Эдди вела активный образ жизни в течение многих лет после окончания профессиональной теннисной карьеры. Она участвовала в турнирах мастеров по игре в бридж и участвовала в соревнованиях по гольфу на восьмом десятке лет жизни. Она отлично играла в баскетбол и настольный теннис (её сын Гэри, сам игрок сборной колледжа по большому теннису, вспоминал, что ему так и не удалось обыграть её в пинг-понг). Она продолжала играть в теннис ради поддержания тонуса, «чтобы не отстать от внуков», и в возрасте 76-77 лет выступала за первый состав сборной своего теннисного клуба.
Муж Полин Бетц, Боб Эдди, умер в 1982 году. Незадолго до 80-летия у неё развилась болезнь Паркинсона, наконец заставившая её прекратить активные занятия спортом. Она умерла через 12 лет после этого, в возрасте 91 года, в Потомаке (штат Мэриленд).

## Стиль игры
Наиболее сильными сторонами игры Полин Бетц были великолепный бэкхенд и скорость перемещения по корту. Джек Креймер в своих мемуарах писал: 
Она была лучшей спортсменкой из всех, кого я видел в женском теннисе. Говорят, что Ленглен отлично бегала, и я уверен, что так это и было, но я не верю, что кто-то из живших на свете женщин мог бы посоперничать с Полин Бетц.
Креймер, которому не довелось видеть игру Ленглен, писал, что из всех теннисисток, которых он видел, лучшей была Хелен Уиллз-Муди, а на второе место он ставил Бетц, отдавая ей предпочтение даже перед обладательницей Большого шлема Морин Коннолли.

## Участие в финалах турниров Большого шлема за карьеру (17)

### Одиночный разряд (8)

#### Победы (5)
| Год  | Турнир              | Соперница в финале | Счёт в финале |
| ---- | ------------------- | ------------------ | ------------- |
| 1942 | Чемпионат США       | Луиза Браф         | 4-6, 6-1, 6-4 |
| 1943 | Чемпионат США (2)   | Луиза Браф         | 6-3, 5-7, 6-3 |
| 1944 | Чемпионат США (3)   | Маргарет Осборн    | 6-3, 8-6      |
| 1946 | Уимблдонский турнир | Луиза Браф         | 6-2, 6-4      |
| 1946 | Чемпионат США (4)   | Дорис Харт         | 11-9, 6-3     |

#### Поражения (3)
| Год  | Турнир            | Соперница в финале | Счёт в финале |
| ---- | ----------------- | ------------------ | ------------- |
| 1941 | Чемпионат США     | Сара Палфри-Кук    | 5-7, 2-6      |
| 1945 | Чемпионат США (2) | Сара Палфри-Кук    | 3-6, 8-6, 6-4 |
| 1946 | Чемпионат Франции | Маргарет Осборн    | 6-1, 6-8, 5-7 |

### Женский парный разряд (6)

#### Поражения (6)
| Год  | Турнир              | Партнёр      | Соперницы в финале                 | Счёт в финале |
| ---- | ------------------- | ------------ | ---------------------------------- | ------------- |
| 1941 | Чемпионат США       | Дороти Банди | Маргарет Осборн Сара Палфри-Фабиан | 6-3, 1-6, 4-6 |
| 1942 | Чемпионат США (2)   | Дорис Харт   | Луиза Браф Маргарет Осборн         | 6-2, 5-7, 0-6 |
| 1944 | Чемпионат США (3)   | Дорис Харт   | Луиза Браф Маргарет Осборн         | 6-4, 4-6, 3-6 |
| 1945 | Чемпионат США (4)   | Дорис Харт   | Луиза Браф Маргарет Осборн         | 3-6, 3-6      |
| 1946 | Чемпионат Франции   | Дорис Харт   | Луиза Браф Маргарет Осборн         | 4-6, 6-0, 1-6 |
| 1946 | Уимблдонский турнир | Дорис Харт   | Луиза Браф Маргарет Осборн         | 3-6, 6-2, 3-6 |

### Смешанный парный разряд (3)

#### Победа (1)
| Год  | Турнир            | Партнёр    | Соперники в финале     | Счёт в финале |
| ---- | ----------------- | ---------- | ---------------------- | ------------- |
| 1946 | Чемпионат Франции | Бадж Патти | Дороти Банди Том Браун | 7-5, 9-7      |

#### Поражения (2)
| Год  | Турнир            | Партнёр      | Соперники в финале              | Счёт в финале |
| ---- | ----------------- | ------------ | ------------------------------- | ------------- |
| 1941 | Чемпионат США     | Бобби Риггс  | Сара Палфри-Фабиан Джек Креймер | 6-4, 4-6, 4-6 |
| 1943 | Чемпионат США (2) | Панчо Сегура | Маргарет Осборн Билл Талберт    | 6-10, 4-6     |